# 恒星の構造

太陽の断面構造

恒星の構造（こうせいのこうぞう、英語: Stellar structure）に関するモデルは恒星の内部構造を詳細に記述し、光度や色(スペクトル分類)、恒星の進化の予測を行う。星の階級や年齢によって元素の構成やエネルギー輸送の機構が異なるために内部構造は異なっている。

## エネルギー輸送

小質量星、中質量星、大質量星それぞれの熱輸送機構

恒星内部の熱は対流や放射輸送によって外部へ放出される。ただし、白色矮星では熱伝導によっても外部に熱が伝わる。恒星内のガス塊が断熱過程によってわずかに上昇しただけでも上昇し続けるほど十分な温度勾配を持つ場合、対流はエネルギー輸送の主要なモードとなる。この場合、ガス塊が周囲の気体より高温であれば浮力が働いて上昇し続け、低温になれば元の高さまで下降していくこととなる。 温度勾配が小さく、放射によるエネルギー輸送が可能なほど不透明度が小さい領域では、放射がエネルギー輸送において主要なモードとなる。
主系列星の内部構造はその星の重量によって異なる。
太陽を含む0.3-1.5 M☉（太陽質量）の恒星では、水素からヘリウムへの核融合は主に陽子-陽子連鎖反応を介して行われるため、急峻な温度勾配は形成されない。そのため、太陽質量前後の質量を持つ恒星の内層でのエネルギー輸送は、放射が支配的である。一方、外層では水素が中性水素原子となるほど低温となり、紫外線光子に対して不透明となるため、対流が支配的となる。このように、太陽質量前後の質量を持つ恒星では、内層に放射層が、外層に対流層が存在する構造となっている。
1.5 M☉より質量の大きな大質量星では、中心温度が1.8×107 K以上となり、水素がヘリウムに変換される核融合の経路はCNOサイクルが主となる。エネルギー生成率はCNOサイクルで温度の15乗に比例するため、エネルギー生成率が温度の4乗に比例する陽子-陽子連鎖反応より大きなエネルギーが生み出される。 CNOサイクルの温度感受性は強く、恒星の内側では温度勾配が急峻となり、核においては対流が見られる。恒星の外層では、温度勾配はより緩やかであるものの、水素がほぼ完全にイオン化し、紫外線に対してもほぼ透明な状態を保つほど高温となる。このため、恒星の外側では主に放射が見られる。
質量が小さい主系列星では、放射層が存在せず、恒星全体において対流がエネルギー輸送の主要な要素となっている。

## 恒星の構造方程式
恒星モデルの内、もっとも単純なモデルは恒星を定常状態かつ球対称であると仮定した球対称準静的モデルである。このモデルでは4つの一次微分方程式を定めることができ、うち2つは物質や圧力の半径に対する依存性を表す方程式で、もう2つは温度や光度の半径に対する依存性を表した方程式である。
仮定した球対称性を用いて恒星の構造方程式を立てる際には、恒星の中心から{\displaystyle r}の距離にあるの厚みを持つ球殻{\displaystyle {\mbox{d}}r}における物質の密度{\displaystyle \rho (r)}、温度{\displaystyle T(r)}、物質と放射物質の及ぼす総圧力{\displaystyle P(r)}、光度{\displaystyle l(r)}、単位質量毎のエネルギー発生率{\displaystyle \epsilon (r)}を考えて立式する。恒星は局所的に熱力学的平衡にあると考えているので、物質や光子の温度は同一であると仮定している。しかし、厳密には任意の距離にある球殻の温度は常に方程式を解いて求まる温度よりも高くなるので局所的な熱力学的平衡は成立しない。だが、光子の平均自由行程{\displaystyle \lambda }は、温度変化の程度よりもはるかに短い尺度になるので、通常の場合これは良い近似となる({\displaystyle \lambda \ll T/|\nabla T|}が成り立っている)。
一つ目の微分方程式は、恒星内の静水圧平衡を表した式である。この式は恒星中の圧力勾配による外向きの力と内向きの重力が釣り合っていることを表す。
{\displaystyle {{\mbox{d}}P \over {\mbox{d}}r}=-{Gm\rho  \over r^{2}}},
ここで、{\displaystyle m(r)}は距離{\displaystyle r}の球殻より内側における累積質量、 Gは重力定数を表す。累積質量は、以下の連続の方程式に伴って半径と共に増加する。
{\displaystyle {{\mbox{d}}m \over {\mbox{d}}r}=4\pi r^{2}\rho .}
質量連続の方程式を恒星の中心({\displaystyle r=0})から恒星の半径({\displaystyle r=R})まで積分すると恒星の総重量になる。
球殻から出るエネルギーを考慮すると、以下のエネルギー方程式が得られる
{\displaystyle {{\mbox{d}}l \over {\mbox{d}}r}=4\pi r^{2}\rho (\epsilon -\epsilon _{\nu })},
ここで、{\displaystyle \epsilon _{\nu }}は単位質量ごとにニュートリノから生じる光度である。(なお、このニュートリノは通常の物質との反応なしに恒星から脱出する。) 恒星の核外部では核反応は起こっておらずエネルギーが生じていないので、光度は一定となる。
エネルギー輸送方程式はエネルギー輸送の形態によって異なる形をとる。白色矮星によく当てはまる熱伝導性のエネルギー輸送の場合、以下のようなエネルギー方程式が立てられる
{\displaystyle {{\mbox{d}}T \over {\mbox{d}}r}=-{1 \over k}{l \over 4\pi r^{2}},}
なお、 kは熱伝導率である。
放射エネルギー輸送の場合、主系列星の内、太陽質量程度の恒星の内側と大質量星の恒星の外側には以下のエネルギー方程式がよくあてはまる。
{\displaystyle {{\mbox{d}}T \over {\mbox{d}}r}=-{3\kappa \rho l \over 64\pi r^{2}\sigma T^{3}},}
なお、{\displaystyle \kappa }は物質の不透明度で、{\displaystyle \sigma }はシュテファン=ボルツマン定数である。
対流エネルギー輸送では、厳密な数式による定式化がなされていないが気体の乱流がエネルギー輸送に関わるとされている。対流エネルギー輸送は通常、混合長理論を用いてモデル化される。この理論では、星内の気体が温度、密度、周囲の圧力を大まかに保っている離散的な物質ととらえ、気体が混合長と呼ばれる一定距離だけ星内を移動しているとするものである。単原子理想気体の場合、対流が断熱的であるということは対流する気体分子が周囲の気体と熱交換を行わないこととなり、混合長は次のようになる
{\displaystyle {{\mbox{d}}T \over {\mbox{d}}r}=\left(1-{1 \over \gamma }\right){T \over P}{{\mbox{d}}P \over {\mbox{d}}r},}
なお、{\displaystyle \gamma =c_{p}/c_{v}}は気体の比熱比である断熱指数を表す。対流が断熱的でない場合、温度勾配はこの方程式と一致しない。例えば、太陽では対流層の底部は太陽の中心核付近となっており、中心核付近は断熱的であるが、対流層の表面付近は断熱的ではない。混合長理論ではモデルを観測値に合わせるために2つの任意のパラメータを含んでいる。つまり厳密的に定式化しているというよりは、現象論としての性質のある理論である。
また圧力、不透明度、エネルギー生成率を温度、密度、化学的組成など星内物質の特性に結び付ける状態方程式が必要になる。不透明度は一つの公式では正確に表すことができず、特定の密度や温度で様々な組成のそれぞれで表計算される。それぞれの条件でコンピュータによる表計算により、不透明度が適当になるように密度-温度グリッドの調整やフィッティング関数が使用される。圧力は気体分子によるものに加え、放射圧や縮退電子による圧力への作用などが状態方程式を立てるにあたって必要となる。圧力の状態方程式を正確に計算する場合も密度-温度グリッドの調整やフィッティング関数が用いられる。核エネルギー生成率は化学反応ネットワークを考え、個々の反応段階での反応率や気体中の各同位体の平衡存在量が原子核物理学の実験から計算される。
以上の方程式の解は一連の境界条件との組み合わせにより、恒星の挙動を完全に記述する。典型的な境界条件により、恒星の表面部({\displaystyle r=R})と恒星の中心({\displaystyle r=0})での値が適切になるよう観測可能な変数が設定される。圧力を考えたとき、星の表面の圧力はゼロとなる({\displaystyle P(R)=0})。質量に関しては、星の中心部には星の質量密度が有限であることから質量がなく({\displaystyle m(0)=0})、星の全質量は星の重量そのものとなる({\displaystyle m(R)=M})ことが境界条件となる。恒星の温度に関しては有効温度({\displaystyle T(R)=T_{eff}})が星の表面温度となる。
上記のような単純化されたモデルは、恒星の進化により組成の変化が十分早い場合に補正なしでは適当ではなくなる。静力学的平衡の方程式は、恒星半径の変化が非常に速い時、半径方向の加速度の項を修正する必要がある場合もあり得る。また、恒星の核の燃焼が安定していなかったり、崩壊しつつある場合はエネルギー方程式にエントロピー項を加える必要がある。